# Boucle de Frahan
La Boucle de Frahan est un méandre de la Semois entourant le petit village de Frahan dans la commune belge de Bouillon (province de Luxembourg).

## Situation
Cette boucle de la Semois se situe autour de Frahan, en contrebas de Rochehaut et sur la rive gauche de la rivière quelques kilomètres en aval de Bouillon et en amont du village d'Alle-sur-Semois. Le Tombeau du Géant, l'autre site connu de la vallée, se trouve plus en amont du cours d'eau.

## Description
Depuis le village de Rochehaut et son point de vue, le site est l'un des plus connus et photographiés de l'Ardenne belge et de la vallée de la Semois.

La Boucle de Frahan depuis Rochehaut

## Classement
Le site de la boucle de la Semois à Frahan fait partie du Patrimoine immobilier exceptionnel de la Région wallonne depuis 2016.
 Patrimoine classé (1997, no 84010-CLT-0017-01)
 Patrimoine exceptionnel (2016, no 84010-PEX-0002-03)